# Dareton
Dareton – miasto w Australii, w stanie Nowa Południowa Walia.